# Arbie Orenstein
Arbie Orenstein (New York, 1937) è un musicologo, biografo e pianista statunitense, noto come studioso della vita e delle opere del compositore francese Maurice Ravel e, più in generale, come esperto di musica ebraica.

## Biografia
Orenstein è nato a New York e ha studiato alla High School of Music and Art, al Queens College e alla Columbia University, ricevendo un dottorato in musicologia. È conosciuto come studioso di Maurice Ravel e i suoi libri includono The Vocal Works of Maurice Ravel (1968), Ravel: Man and Musician (Columbia Univ. Press, 1975) e Ravel: Lettres, Ecrits, Entretiens (Flammarion, 1989), tradotto in inglese come A Ravel Reader (Columbia Univ. Press, 1990).
Come pianista Orenstein ha registrato le anteprime mondiali di opere di Ravel ed è anche stato accompagnatore di musicisti in concerti. Nel 1998 il governo francese gli ha conferito la Medaglia di Chevalier dell'Ordre des Arts et des Lettres.
Orenstein è professore di musica alla Aaron Copland School of Music del Queens College, dove ha insegnato per 45 anni, concentrandosi sulla storia della musica europea e della musica ebraica. È direttore della rivista musicale ebraica Musica Judaica e collabora regolarmente con la rivista francese Cahiers Maurice Ravel.